# Arina
Arina es un despoblado que actualmente forma parte  de los concejos de Mendizábal y Nanclares de Gamboa, del municipio de Arrazua-Ubarrundia, en la provincia de Álava, País Vasco (España).

## Historia
Se desconoce cuándo se despobló, siendo sus tierras repartidas entre las localidades de Mendizábal y Nanclares de Gamboa.
A causa de la construcción del embalse de Ullíbarri-Gamboa, el 10 de mayo de 1957, la mayoría de su superficie fue sepultada bajo sus aguas.